# 平野総合病院
医療法人社団誠広会平野総合病院（いりょうほうじんしゃだんせいこうかいひらのそうごうびょういん）は、岐阜県岐阜市にある民間の病院である。医療法人社団誠広会が運営している。訪問看護を行う訪問看護ステーション平野が併設されている。また近隣には「岐阜市在宅介護支援センター平野」や「岐阜リハビリテーションホーム」、学校法人誠広会の運営する「平成医療短期大学」などの関連施設が設置されている。

## 概要
- 診療科は15を有する病院であるが、なかでもリハビリテーションに力を入れている。近隣には「岐阜リハビリテーションホーム」をはじめとして誠広会の運営する関連施設が充実している。また予約制の女性外来・鍼灸治療の専門外来を有している。
- MRIやSPECTなどの高度医療機器を有している。
- 血液浄化センター・総合健診センターを施設を設置している。
- 日本医療機能評価機構認定病院である。また救急指定病院として岐阜県知事により告示されている。

## 診察科
- 内科
- 外科
- 整形外科
- 呼吸器科
- 泌尿器科
- 消化器科
- 循環器科
- 産婦人科
- 小児科
- 皮膚科
- 眼科
- 耳鼻咽喉科
- 放射線科
- 麻酔科
- リハビリテーション科

## 交通機関
- 岐阜バス黒野線・「折立平野総合病院前」下車。

※岐阜大学病院線は通りません